# Sillyon
Sillyon (gr. Σίλλυον, także: Sylleion, Σύλλειον) – starożytna twierdza i miasto 28 km na północny wschód od Antalii, na południowym wybrzeżu obecnej Turcji. Twierdza została zbudowana na wzgórzu na wysokości 210 m n.p.m. Fortyfikacjom nie sprostał sam Aleksander Wielki.
Do dzisiejszych czasów zachowały się jedynie pozostałości Sillyon.
Miasto zostało pierwszy raz wspomniane ok. 500 r. p.n.e.
Zostało znacząco rozbudowane przez Seleucydów, szczególnie jego teatr.
Ruiny Sillyonu są dostępne za darmo dla zwiedzających.

## Monety
Sillyon słynęło z bicia własnej monety.

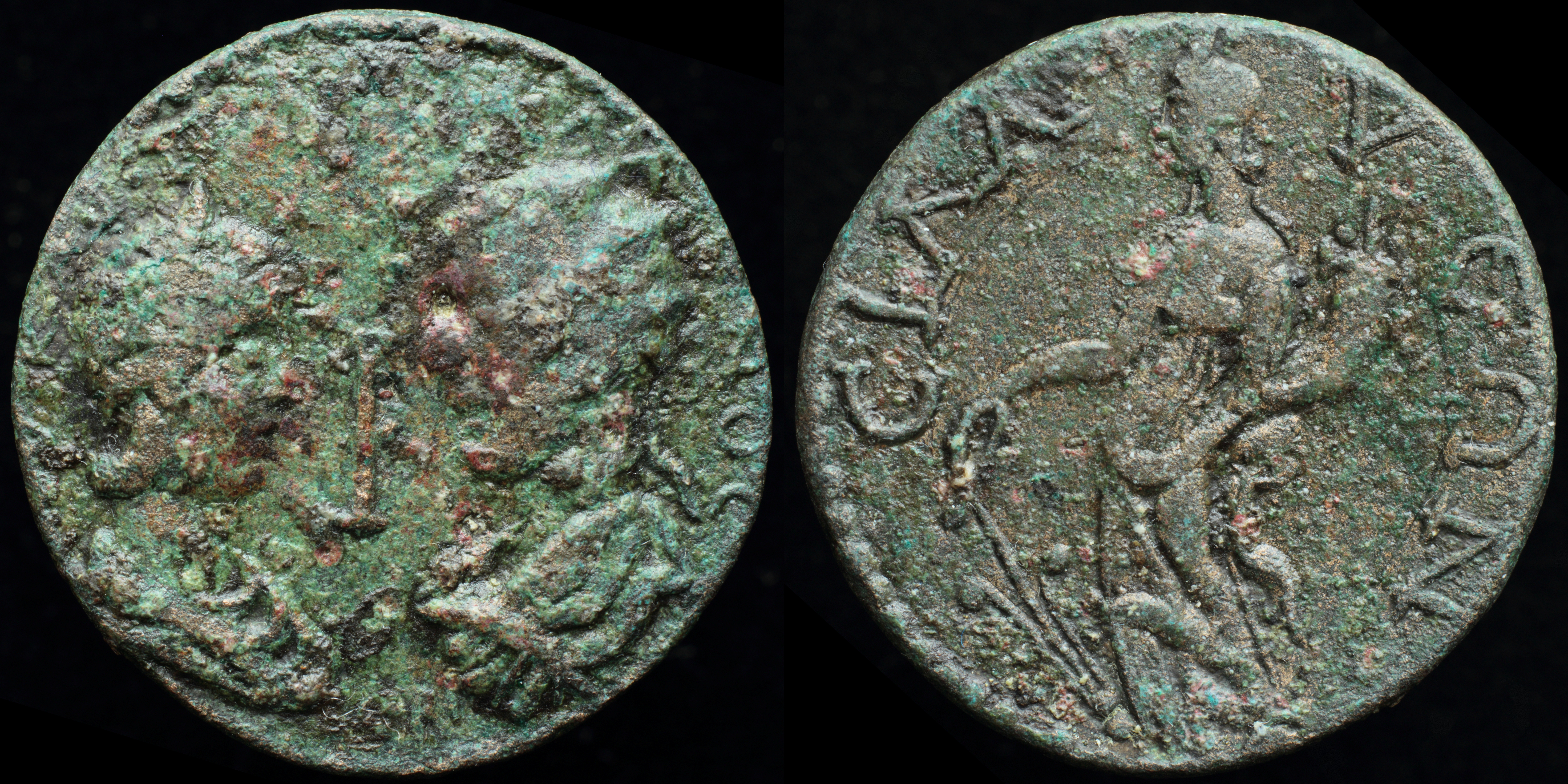
moneta z brązu bita przez Galiena w Sillyon w latach 254-268 n.e.